# Copa grega de waterpolo femenina
La Copa grega de waterpolo femenina (oficialment en grec: Κύπελλο Ελλάδας υδατοσφαίρισης γυναικών) és una competició esportiva de clubs de waterpolo grecs en categoria femenina, creada la temporada 2017-18. De caràcter anual, està organitzada per la Federació Grega de Natació.
L'equip dominador de la competició és l'Olympiakos amb sis títols.

## Historial
| En negreta = Equip guanyador (prò.) = Prórroga (p.) = Penals (1) = Nombre de títols Nota: Noms dels equips segons l'època |

| Edició | Temp.   | Data       | Campió               | Resultat | Subcampió        | Seu           | refs        |
| ------ | ------- | ---------- | -------------------- | -------- | ---------------- | ------------- | ----------- |
| I      | 2017-18 | 31-03-2018 | Olympiakos Pireu (1) | 14-11    | NO Vouliagmeni   | Karpenisi     | [ 1 ]       |
| II     | 2018-19 | 16-02-2019 | NO Vouliagmeni (1)   | 10-8     | Olympiakos Pireu | Quios         | [ 2 ]       |
| III    | 2019-20 | 18-07-2020 | Olympiakos Pireu (2) | 16-4     | Nireas Chalandri | Palaio Faliro | [ 3 ]       |
| IV     | 2020-21 | 23-05-2021 | Olympiakos Pireu (3) | 11-8     | NO Vouliagmeni   | Vouliagmeni   | [ 4 ]       |
| V      | 2021-22 | 17-04-2022 | Olympiakos Pireu (4) | 14-7     | ANO Glyfádas     | Làrissa       | [ 5 ]       |
| VI     | 2022-23 | 04-02-2023 | Olympiakos Pireu (5) | 11-6     | NO Vouliagmeni   | Patres        | [ 6 ]       |
| VII    | 2023-24 | 11-05-2024 | Ethnikos Pireu (1)   | 13-11    | Olympiakos Pireu | Vouliagmeni   | [ 7 ]       |
| VIII   | 2024-25 | 22-02-2025 | Olympiakos Pireu (6) | 12-10    | NO Vouliagmeni   | Volos         | [ 8 ] [ 9 ] |

## Palmarès
| Equip                        | Campió | Subcampió | Finals | Anys campió                                          | Anys subcampió                     |
| ---------------------------- | ------ | --------- | ------ | ---------------------------------------------------- | ---------------------------------- |
| Olympiakos SF Pireu          | 6      | 2         | 8      | 2017-18, 2019-20, 2020-21, 2021-22, 2022-23, 2024-25 | 2018-19, 2023-24                   |
| Naftikós Ómilos Vouliagménis | 1      | 4         | 5      | 2018-19                                              | 2017-18, 2020-21, 2022-23, 2024-25 |
| Ethnikos Pireu               | 1      | 0         | 1      | 2023-24                                              | ―                                  |
| Nireas Chalandriou           | 0      | 1         | 1      | ―                                                    | 2019-20                            |
| ANO Glyfádas                 | 0      | 1         | 1      | ―                                                    | 2021-22                            |

## Llista de MVP de la Final
| Any  | MVP                  | Equip            |
| ---- | -------------------- | ---------------- |
| 2018 | Monika Eggens        | Olympiakos Pireu |
| 2019 | Ashleigh Johnson     | NO Vouliagmeni   |
| 2020 | Eleftheria Plevritou | Olympiakos Pireu |
| 2021 | Alkisti Avramidou    | Olympiakos Pireu |
| 2022 | ElenaXenaki          | Olympiakos Pireu |
| 2023 | ElenaXenaki          | Olympiakos Pireu |
| 2024 | Eleni Sotireli       | Ethnikos Pireu   |
| 2025 | Abby Andrews         | Olympiakos Pireu |